# Использование психиатрии в политических целях в СССР в 1920—50-х годах
Под использованием психиатрии в политических целях подразумевают злоупотребление психиатрическим диагнозом, лечением и содержанием в изоляции в целях ограничения фундаментальных прав человека для определённых лиц или групп в обществе (определение, данное всемирной организацией «Глобальная инициатива в психиатрии»).  В 1960-е использование психиатрии в политических целях становится одним из основных видов политических репрессий в СССР, но случаи такого рода злоупотреблений в советское время имели место и раньше.
На протяжении первых лет существования СССР было несколько единичных попыток использовать психиатрию в политических целях. Самым примечательным случаем такого рода стал случай Марии Спиридоновой, заключённой в психиатрическую больницу по приказу Дзержинского в 1921 году.
Политические злоупотребления психиатрией участились в 1930-х годах. В политических целях использовалась первая тюремная (специальная) больница в СССР — Казанская тюремная психиатрическая больница НКВД СССР. По некоторым данным, в ней содержалось как множество лиц, страдавших психическими расстройствами, так и множество людей без каких-либо психических нарушений. Политическое отделение существовало и в Институте судебной и общей психиатрии им. Сербского в Москве.
В 1955 году партийный чиновник Сергей Писарев, подвергшийся репрессиям за критику КГБ в связи с так называемым делом врачей, начал после своего освобождения кампанию против политических злоупотреблений психиатрией. В результате действий Писарева Центральный комитет Коммунистической партии учредил комиссию для расследования такого рода злоупотреблений, которая пришла к выводу, что использование психиатрии в политических целях действительно имело место.
История политических злоупотреблений психиатрией в СССР сталинского времени наиболее подробно и документированно изложена в книге историка-архивиста, бывшего консультанта Комиссии по реабилитации жертв политических репрессий при Президенте РФ и одного из руководителей Государственной архивной службы РФ Анатолия Прокопенко «Безумная психиатрия», впервые опубликованной в 1997 году.

## Одна из первых жертв

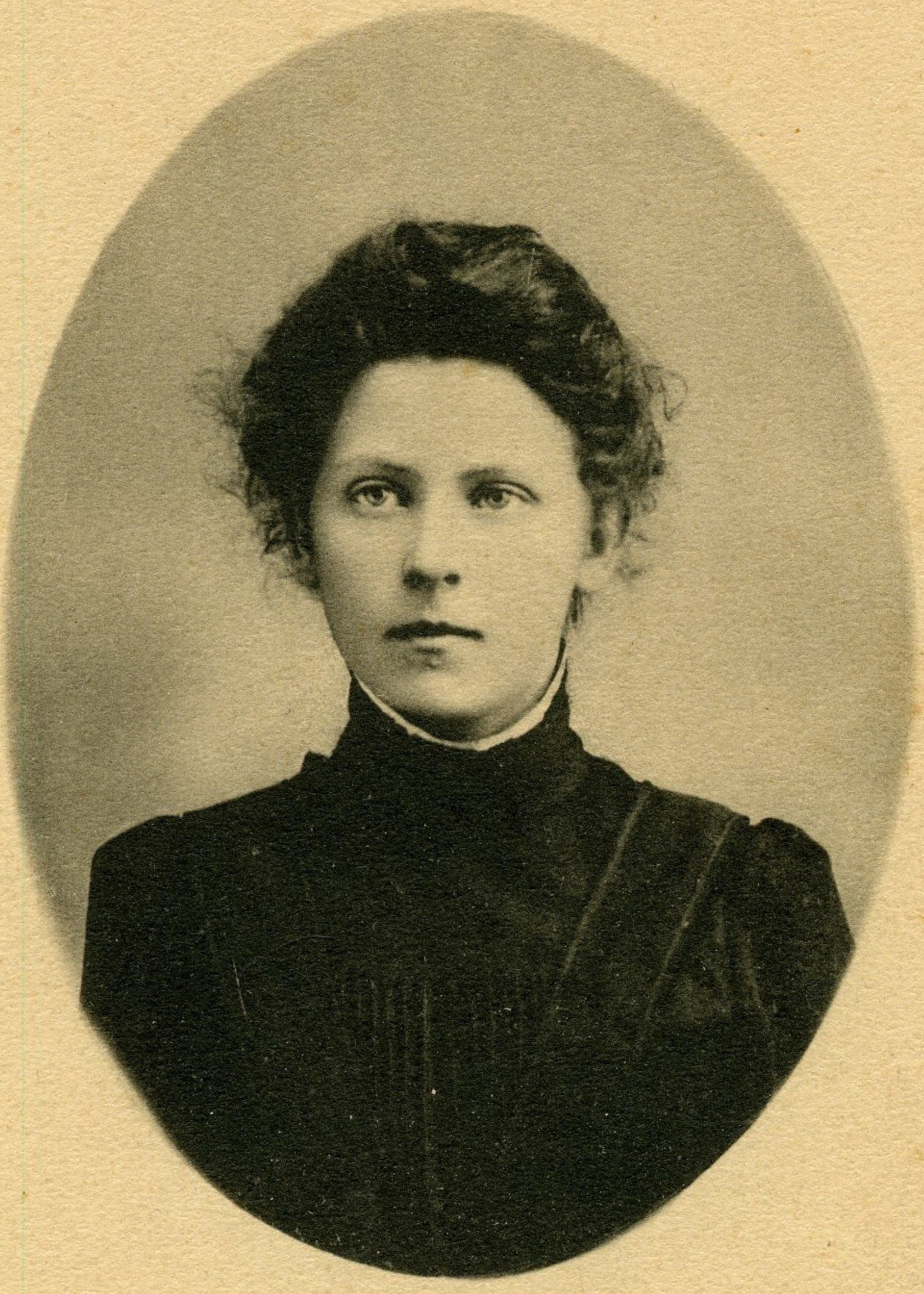
Мария Спиридонова, революционерка, одна из руководителей партии левых эсеров

В феврале 1919 года революционный трибунал, судивший одного из лидеров Партии левых социалистов-революционеров Марию Спиридонову, вынес решение «изолировать М. Спиридонову от политической и общественной деятельности на один год посредством заключения её в санаторий с предоставлением ей возможности здорового физического и умственного труда». Однако в апреле 1919 года М. Спиридонова совершила побег из Кремля, где содержалась под стражей, и после побега занялась подпольной деятельностью. В октябре 1920 года её вновь арестовали и заключили в Бутырскую тюрьму. В короткой записке своему подчинённому Т. Самсонову, составленной 19 апреля 1921 года, Ф. Дзержинский указывает:
Надо снестись с Обухом и Семашкой для помещения Спиридоновой в психиатрический дом, но с тем условием, чтобы оттуда её не украли или не сбежала. Охрану и наблюдение надо было бы сорганизовать достаточную, но в замаскированном виде. Санатория должна быть такая, чтобы из неё трудно было бежать и по техническим условиям. Когда найдёте таковую и наметите конкретный план, доложите мне.
Вслед за этим М. Спиридонова была переведена из лазарета ВЧК в Пречистенскую психиатрическую больницу. По просьбе чекистов Спиридонову обследовал знаменитый психиатр профессор П. Б. Ганнушкин, пришедший к выводу о наличии у неё «истерического психоза».

## Первая тюремная психиатрическая больница
Первоначально при обычной психиатрической больнице в Казани, существовавшей с 1869 года, было в советское время создано специальное отделение для политических заключённых, а в январе 1939 года для предотвращения побегов политзаключённых охранять это отделение было велено охране казанской тюрьмы НКВД. Так как спецотделения не хватало для содержания всё увеличивавшегося количества признанных невменяемыми государственных преступников, несколько месяцев спустя Л. П. Берия перевёл своим распоряжением всю Казанскую психиатрическую больницу в ведение НКВД, благодаря чему появилась первая специальная (тюремная) больница в СССР.
В Казанской тюремной психиатрической больнице (КТПБ) содержались, согласно положению КТПБ, утверждённому заместителем наркома ВД СССР Чернышёвым 13 июля 1945 года, две категории заключённых: «душевнобольные, совершившие государственные преступления, содержавшиеся под стражей и направленные на принудительное лечение в соединении с изоляцией по определению суда или по постановлению Особого совещания при НКВД СССР» и «душевнобольные заключённые, осуждённые за совершение государственных преступлений, душевное заболевание которых началось в тюрьме в период отбывания срока наказания по приговору суда или постановлению Особого совещания при НКВД СССР». Фактически вплоть до конца 1950-х годов граждане направлялись в КТПБ главным образом во внесудебном порядке, по определению Особого совещания при НКВД СССР.
Известно, что уже в 1934 году в Казанскую психиатрическую больницу попадали люди с политическими статьями. Многие заключённые находились в Казанской больнице по 15—20 лет. Среди политических заключённых были как психически здоровые, так и лица с психическими расстройствами — например, один из заключённых воображал себя Троцким, другой утверждал, что иудаизм грозит гибелью всему миру.
В начале 1950-х годов в Казанской ТПБ находилось около 1000 заключённых. По углам территории стояли вышки, и над стеной была натянута колючая проволока. В Казанской ТПБ применялись электросудорожная терапия и «камзол» (смирительная рубашка). Медикаментозное воздействие почти не применялось; получила распространение только «сонотерапия»: заключённые в течение некоторого времени (от 1 до 7—8 дней) получали большие дозы снотворных препаратов и не спали лишь во время приёма пищи и оправки. В качестве наказания использовалась, в частности, «укрутка»: пациента обматывали влажной парусиной, которая по мере высыхания всё больше сжималась, из-за чего наказанному становилось всё труднее дышать. Длительность этого «наказания» определялась характером проступка.
Качество пищи было отвратительным, но более сносным, чем в лагерях. Заключённые не имели права безнадзорно выходить в коридоры, другие комнаты и помещения больницы. Нарушалось право на переписку: руководство КТПБ под предлогом «невменяемости» узников обычно не допускало возможности легального выхода их писем и заявлений дальше канцелярии больницы. Заключённые могли подавать заявления и жалобы в высокие советские и партийные органы, но лишь в том случае, если заключённый был признан выздоровевшим.
Если заключённый умирал, труп родственникам не выдавался, и они получали лишь официальное извещение о смерти; родственникам отказывали в праве даже присутствовать на похоронах бывшего узника. Тела заключённых хоронили в заранее выкопанных рвах на окраине лагерей, городков и посёлков.
Существуют свидетельства, что во время Великой Отечественной войны в Казанской ТПБ умирало от голода 40—50 человек ежедневно (при этом ТПБ интенсивно пополнялась новыми заключёнными). По свидетельству доктора медицинских наук Ф. В. Кондратьева, бывший начальник Казанской ТПБ К. Свечников рассказывал, что после начала Великой Отечественной войны за зиму 1941—1942 годов все пациенты погибли от холода и голода. Их даже не хоронили, а выносили ко внутренней стороне забора и складывали штабелями, так как мёрзлую землю некому было копать.
Даже в мирное время пациенты Казанской ТПБ нередко умирали от соматических болезней (таких, как запущенная язва, пневмония, холецистит и др.) из-за крайне низкого уровня лечения этих заболеваний.
По утверждению Михаила Черепанова, руководителя рабочей группы Книги памяти Республики Татарстан, на 2004 год в его списке пациентов Казанской ТПБ, умерших с 1940 по 1970 год, было 1802 фамилии; из этих 1802 человек 470 были осуждены по статье 58 УК РСФСР и статье 54 УК УССР, то есть по политическим мотивам. В исправительно-трудовой колонии № 5, которая находилась на острове Свияжск и с 1956 года стала филиалом Казанской психбольницы, с конца 1930-х по 1970-е годы умерло 3087 заключённых.
Как утверждал в своей записке от 24 мая 1956 года, направленной в ЦК КПСС, секретарь ЦК КПСС А. Б. Аристов, «в Казанской тюремной психиатрической больнице незаконно содержатся 228 человек следственно-заключённых», включая «69 человек здоровых заключённых, которые по заключению центральной судебно-психиатрической комиссии в принудительном лечении не нуждаются», причём «предварительное ознакомление с личными делами на всех упомянутых выше заключённых показывает необоснованность во многих случаях обвинений в совершении политических преступлений».

## Другие тюремные (специальные) психиатрические больницы
Известно о существовании ещё нескольких тюремных психиатрических больниц в 1940—50-е годы. Так, в 1951 году в здании бывшей женской тюрьмы (рядом со знаменитыми «Крестами») была создана Ленинградская ТПБ. В 1953—1954 годах в здании бывшей церкви располагалось тюремно-психиатрическое отделение Бутырской тюрьмы; тюремно-психиатрическая больница в районе города Томска находилась на территории совхоза «Чекист». В 1949 году (по некоторым сведениям — в 1952 году) была открыта Сычёвская специальная психиатрическая больница. Существовала тюремно-психиатрическая колония в Чистополе; специальная психиатрическая больница в Шацке.

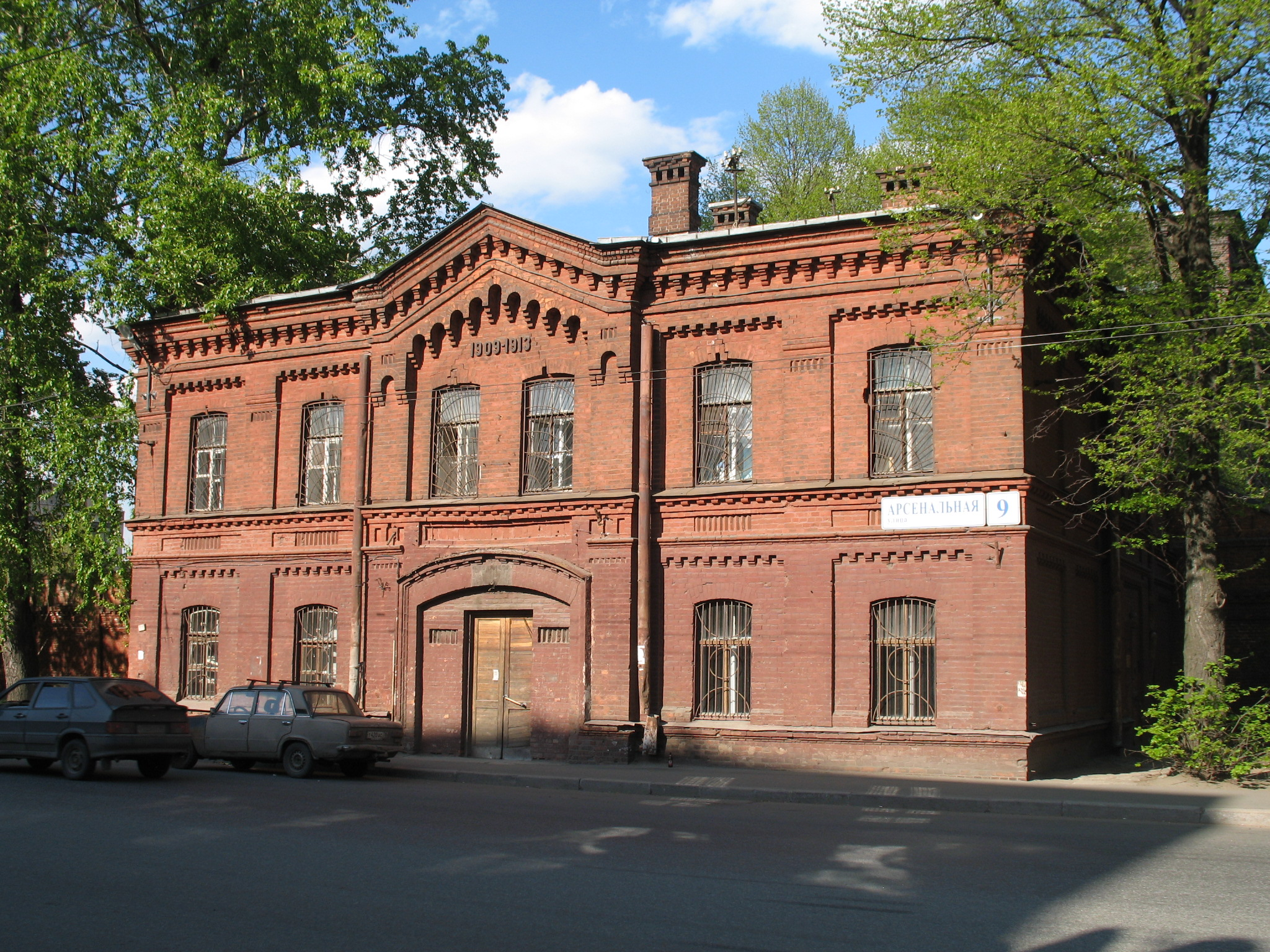
Санкт-Петербургская (бывшая Ленинградская) психиатрическая больница специализированного типа с интенсивным наблюдением

Тюремные психиатрические больницы (переименованные впоследствии в психиатрические больницы специального типа) находились в ведении Министерства внутренних дел, которому подчинены были также милиция, тюрьмы и лагеря.
В 1953 году в Ленинградской тюремной психиатрической больнице находилось приблизительно 800—1000 человек. Как и в Казанской ТПБ, здесь были вышки и высокая стена с натянутой поверху колючей проволокой. Режим был вполне тюремным: запертые камеры с решётками, отсутствие свиданий с родными, охрана МВД и овчарки на территории, ночью своим лаем не дававшие заключённым, в том числе больным, спать. Отсутствовала возможность обращаться с жалобами в правительственные органы; в одной камере находились как здоровые, так и психически тяжело больные люди. До 1954 года в ЛТПБ не применялись такие необходимые медикаменты, как пенициллин, стрептомицин, витамины.
Тем не менее, режим в ЛТПБ был всё же намного мягче, чем в любой из тюрем сталинского времени. Камеры днём открывались, соседи могли беспрепятственно общаться. Начиная с 1953 года режим стал постепенно смягчаться: убрали вышки, прожектора; начал увеличиваться штат медработников. Однако, в отличие от Казанской ТПБ, в Ленинградской тюремной психиатрической больнице использовались намного более жёсткие «лечебные» меры: кроме «сонотерапии», использовались инсулиновые шоки, внутримышечные инъекции раствора очищенной серы (сульфозин), влажные укрутки.
По свидетельствам бывших узников, в ЛТПБ была высокая смертность: многие из заключённых умирали в течение короткого времени.

## Институт имени Сербского в Москве
Был создан в начале 1920-х годов и в первые годы своей деятельности носил признаки обычного научного учреждения. Однако впоследствии, к середине 1930-х годов, из научно-исследовательского учреждения, изучавшего проблемы судебно-психиатрической экспертизы и комплексов связанных с нею вопросов (вменяемости, дееспособности), превратился в монопольный орган, проводящий судебно-психиатрическую экспертизу по всем наиболее важным делам.
На первый план стали выдвигаться политические задачи, и в 1938 году было создано специальное отделение, куда помещались подследственные, обвинявшиеся в контрреволюционной деятельности (по статье 58 УК РСФСР), за исключением женщин и подростков. Истории болезни обвиняемых, содержавшихся в этом отделении, были выделены в отдельный архив и осенью 1941 года уничтожены в первую очередь.
Сотрудники Института им. Сербского вовлекались в следственные мероприятия: так, в институте широко применялся метод «кофеин-барбитурового растормаживания», при применении которого подэкспертные становились разговорчивыми и в состоянии медикаментозного опьянения давали показания, интересующие следствие. В 1930-е годы в институте также была организована специальная лаборатория (закрытая вскоре после смерти Сталина), целью которой являлась разработка особых медикаментозных препаратов, притупляющих самоконтроль за высказываниями у лиц, проходящих экспертизу.

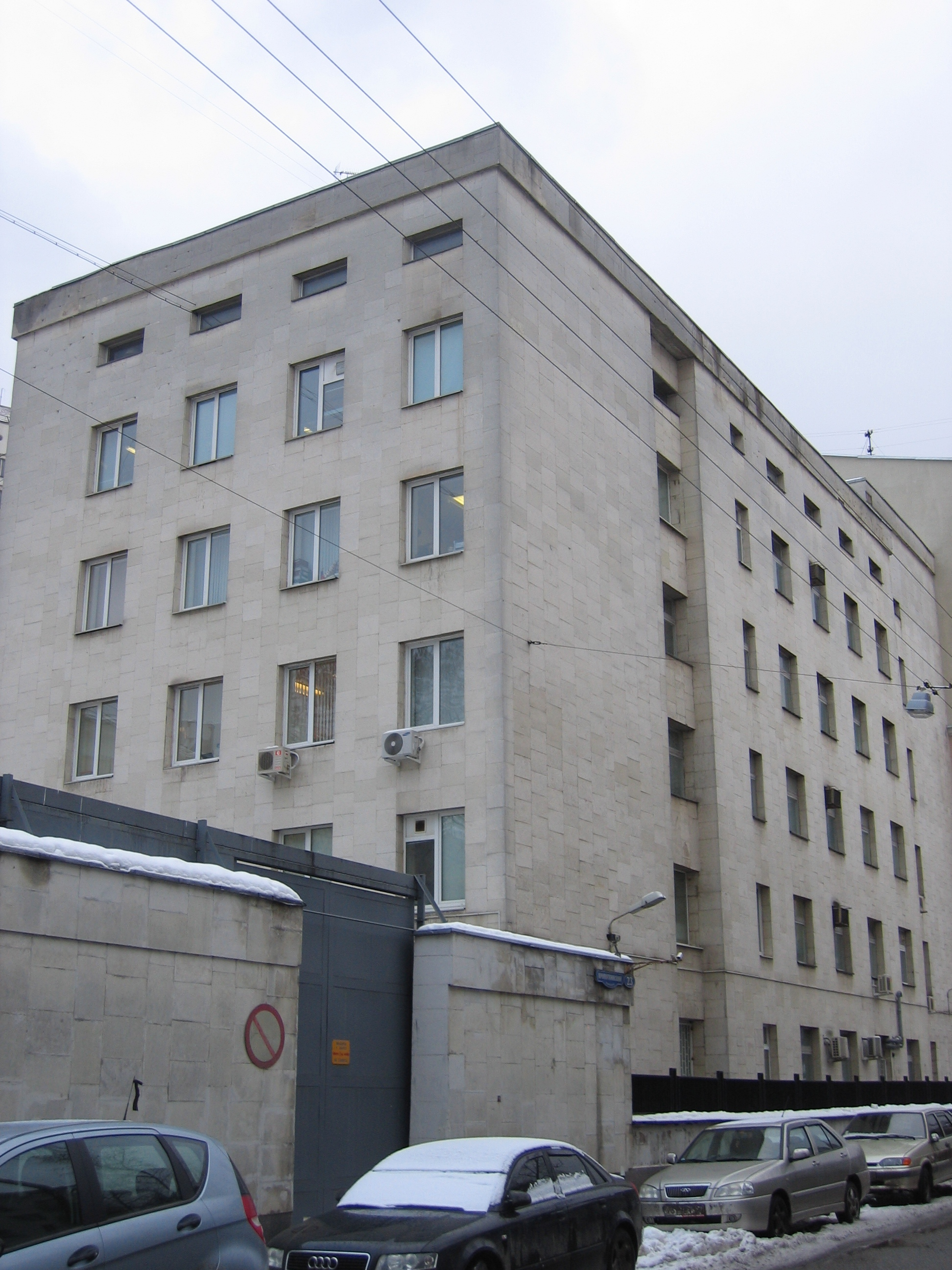
Здание Института имени В. П. Сербского в Москве

Экспертные заключения сотрудников института диктовались обычно интересами следствия и с годами становились всё менее объективными и доказательными. В зависимости от воли «заказчика» в этих заключениях преобладал то медицинский, то юридический критерий вменяемости, часто без попытки свести их к соответствию.
В справке «Об Институте судебной психиатрии им. Сербского», которая была составлена в августе 1956 года для специальной комиссии, расследовавшей деятельность этого учреждения, директор Института психиатрии Минздрава СССР Д. Федотов и заведующий отделом науки газеты «Медицинский работник» А. Портнов оценивали деятельность Института им. Сербского так:
Институт поставил себя в положение наивысшего судебно-психиатрического арбитра и является в значительной части случаев последней инстанцией. Он стал самым крупным стационаром, в котором проводится экспертиза со всех концов СССР, хотя это и не вызвано необходимостью. <…>
В институте установилась традиция — исключать из состава СПК врача, мнение которого расходится с большинством членов комиссии. Особое мнение не записывается в актах экспертизы.
Если в одном из отделений после повторной экспертизы мнения расходятся, т. е. диагноз не устанавливается, то больного переводят в другое отделение, где экспертиза приводится к единому мнению без всякого участия врачей предыдущего отделения и ссылки на их мнения.
В составленной ими справке Д. Федотов и А. Портнов также подчёркивали, что при экспертизе судьбу подследственного часто решала квалификация состава преступления — это приводило к тому, что человек «только заподозренный или несправедливо обвинённый в преступлении по ст. 58», будучи признан больным, вне зависимости от степени своей виновности, своего реального психического состояния и наличия или отсутствия реальной опасности для окружающих направлялся почти автоматически на принудительное лечение в психиатрическую больницу. Именно в этом и проявлялось давление следствия на экспертизу.
Федотов и Портнов отмечали также, что ряд пациентов содержались в Институте им. Сербского в изоляторах, не имевших коек, и указывали на случаи грубого обращения с пациентами (избиения), прежде всего со стороны работников МВД.

## Известные узники психиатрических больниц
В Казанскую психиатрическую больницу был заключён в 1941 году по политическим причинам и пребывал там длительное время первый президент Эстонии Константин Пятс. Также там находился психически здоровый Ян Пилсудский (польский политик, брат Юзефа Пилсудского), которого выписали из больницы вскоре после подписания соглашения о политзаключённых поляках между СССР и польским правительством Сикорского (находившимся в изгнании в Лондоне).
А. Г. Гойхбарг — убеждённый коммунист, советский государственный деятель с 1918 года, председатель Малого Совнаркома, интеллигент и энциклопедист, основатель Социалистической академии общественных наук — был в 1947 году обвинён в «антисоветской агитации и возведении клеветы на руководителей партии и правительства», направлен на судебно-психиатрическую экспертизу в Институт им. Сербского. В институте сделали вывод о наличии у Гойхбарга психопатии с параноидальным развитием, осложнённым артериосклерозом головного мозга, после чего его поместили на принудительное лечение в Казанскую тюремную психиатрическую больницу. Лишь в 1955 году Гойхбарга освободили от принудительного лечения, переведя его «в психоневрологическую больницу для лечения на общих основаниях».
Уроженец Куйбышева (Самары) Илья Ярков, в 1928 году осуждённый за «контрреволюционную деятельность», в 1951 году был арестован снова и затем признан невменяемым. В период 1951—1954 гг. успел побывать в трёх лечебных заведениях для душевнобольных: в Горьком, в Казани и в Чистополе. Автобиография Яркова, изданная самиздатом, попала на Запад и стала предметом внимания западных исследователей политических злоупотреблений психиатрией в СССР. Ярков отмечал, в частности, наличие в психиатрических стационарах, где он побывал, как больных, так и психически здоровых людей.
С. П. Писарев, член КПСС с 1920 года, пропагандист Свердловского райкома КПСС Москвы, бывший узник (в 1930-е годы) сталинских тюрем, ветеран и инвалид Великой Отечественной войны, орденоносец, оказался в тюремной психиатрической больнице в 1953 году благодаря доносу первого секретаря Свердловского райкома Терехова, которого Писарев требовал привлечь к уголовной ответственности за казнокрадство, а также благодаря докладной записке Писарева в Президиум ЦК Компартии, где содержалась «клевета» на органы госбезопасности. В записке он подверг органы госбезопасности критике за фабрикацию несуществующего «заговора», якобы имевшего целью отравить партийных вождей («дело врачей»). После нескольких месяцев пребывания в тюрьме Писарев попал в Институт им. Сербского, где получил диагноз «шизофрения, бред сутяжничества». В Ленинградской ТПБ Писарев пробыл в двойной изоляции около полутора лет (при этом, как выяснил он впоследствии, психиатр Ленинградской ТПБ трижды писал в своём отчёте, что Писарев «здоров и за свои поступки вполне может отвечать»). В 1954 Писарева неоднократно освидетельствовали комиссии психиатров и приходили к выводу то об отсутствии у него психических нарушений, то о наличии психопатии. В 1956 году Верховный суд РСФСР реабилитировал Писарева, а экспертиза сотрудников Института имени Ганнушкина установила, что он психически абсолютно здоров.
Ф. И. О. ВЕДЕНИН ГЕОРГИЙ НИКОЛАЕВИЧ
РОДИЛСЯ: 1912 г.
МЕСТО РОЖДЕНИЯ: ЧКАЛОВСКАЯ ОБЛАСТЬ
АДРЕС МЕСТА ЖИТЕЛЬСТВА: МОСКВА,………………
МЕСТО РАБОТЫ, ДОЛЖНОСТЬ, СПЕЦИАЛЬНОСТЬ: РАБОЧИЙ,…………
НАЦИОНАЛЬНОСТЬ: РУССКИЙ
ГРАЖДАНСТВО: ГРАЖДАНИН СССР
ПАРТИЙНОСТЬ: Б/П
АРЕСТОВАН: 21 ДЕКАБРЯ 1949 г.
СТАТЬЯ: 5810 Ч.1 УК РФ
КАРТОЧКА СОСТАВЛЕНА В: СПБ г. ЛЕНИНГРАДА 3 ИЮНЯ 1950 г.
ОРГАН: ПРОЛЕТАРСКИМ РО МГБ г. МОСКВЫ
(кем арестован)
№ ДЕЛА: 701
ПРИБЫЛ: 03. 06. 50 ИЗ БУТЫРСКОЙ ТЮРЬМЫ г. МОСКВЫ
УБЫЛ: 17. 10. 51 ОСВОБОЖДЕН ОТ ПРИНУДИТЕЛЬНОГО ЛЕЧЕНИЯ И КАК СОЦИАЛЬНО ОПАСНЫЙ ЭЛЕМЕНТ ВЫСЕЛЕН В НОВОСИБИРСКУЮ ОБЛАСТЬ СРОКОМ НА 5 ЛЕТ
В своей записке в КПК при ЦК КПСС от 26 февраля 1956 года Писарев утверждал, что в Ленинградской ТПБ «из 700 человек заключённых примерно около половины были в психическом отношении практически здоровыми людьми».
С. Г. Сускин (член Компартии с 1929 года, с 1903 по 1906 год эсер, с 1906 по 1918 год эсер-максималист, с 1917 года сторонник Октябрьской революции; судебный работник; до революции сидевший в 13 тюрьмах, в сталинское время проведший в тюрьме несколько лет) в 1950-е гг. находился в Ленинградской тюремной психиатрической больнице четыре года.
Генерал КГБ СССР Павел Судоплатов — ряд коллег которого, виновные в репрессиях сталинского времени, были расстреляны в 1953 году — оказался в Ленинградской тюремной психиатрической больнице, где с мая 1955 по январь 1957 проводилось его обследование и лечение. А. Прокопенко предполагает, что Судоплатов симулировал тяжёлое психическое заболевание в целях избежать высшей меры — расстрела, в чём ему охотно помогали представители госвласти и психиатры-эксперты. В тюремной больнице П. Судоплатов находился в гораздо лучших условиях, чем другие пребывавшие там заключённые, — в частности, питался фруктами, овощами и разнообразными молочными продуктами. Избежав высшей меры благодаря своему пребыванию в ТПБ, в дальнейшем отбыл положенный срок в ГУЛАГе.
Двоюродный брат первого секретаря Израильской коммунистической партии Микунис находился в Ленинградской ТПБ за требование перестать называть Троцкого иудой, так как Иуда — уважаемое среди евреев имя. Подполковник Тарасов, написавший письмо в ЦК партии, содержавшее утверждение, что, если правительства не в состоянии договориться между собой, дело мира должны взять в свои руки сами народы, был судим по статье 58, пункт 10 и получил семь лет лишения свободы; однако после того, как его жена добилась переследствия, его поместили в Ленинградскую ТПБ.
Анатолий Булев, бывший лейтенант, фронтовик, студент Ленинградского государственного университета, предложил идею экономической реформы, которая была бы основана на внедрении в народное хозяйство принципа материальной заинтересованности и хозрасчёта. За свои предложения уволен с работы, исключён из университета. В знак протеста вышел к Александровской колонне с плакатом «За мои убеждения меня лишили работы и выгнали из университета». Был помещён в Ленинградскую ТПБ.
Фёдор Шульц, член Компартии с 1919 года, был репрессирован в 1930-е годы, два десятилетия провёл в тюрьмах и в ссылке и в 1956 году реабилитирован, однако спустя менее чем полгода вновь оказался за решёткой — за письмо в «Правду», в котором оспаривал заявление Хрущёва, будто в СССР уже не существует политических заключённых. Комиссия, возглавляемая Д. Р. Лунцем, признала Шульца невменяемым. Провёл в больнице немногим более года, затем был освобождён, а в 1960 году восстановлен в партии. В 1964 году постановлением Верховного Совета СССР все выставленные ранее против Шульца обвинения были отменены как лишённые основания.
В Казанской тюремной психиатрической больнице в начале 1950-х годов находились племянник жены Молотова Дмитрий Вишнявский, Ю. Никитченко (сын Ионы Никитченко — судьи на процессе по делу Зиновьева и Каменева), бывший начальник штаба ВМС адмирал Л. М. Галлер (умерший в ТПБ после пыточного допроса), известный советский инженер и авиаконструктор А. Н. Туполев.
В Ленинградской ТПБ в начале 1950-х годов находились бывший начальник 9-й армии штаба Г. К. Жукова генерал И. С. Варенников, композитор Шведов, биолог Шафран, математик профессор Лапин, историк профессор К. В. Никольский, экономист К. П. Варганов, экономист М. Г. Калужский, священник и киноактёр А. С. Наумов, актёр Залесский-Энелин, геофизик Ю. Г. Харитонов, инженер Н. М. Конопаткин, инженер и юрист А. Н. Левитин, ответственный работник МГБ И. И. Клиндер, художник С. С. Сускин, кинорежиссёр Петров-Быков, врач-психиатр и писатель С. А. Колдунов, врачи Д. В. Рабинович и Б. Е. Зильбермович, архитектор Шевандров и многие другие представители творческой и технической интеллигенции и армии. Кто из них в действительности страдал психическими расстройствами и насколько эти расстройства были выражены, наверняка не известно, однако все были посажены по 58-й статье — антисоветская деятельность.

## Комиссия Комитета партийного контроля при ЦК КПСС
После своего освобождения в 1955 году С. П. Писарев начал кампанию против использования психиатрии в политических целях, направив основную критику в адрес Института им. Сербского. Он представил ЦК КПСС длинный список психически здоровых людей, признанных там невменяемыми и направленных на принудительное лечение — многих учёных, писателей, художников и партийных работников, долгое время находившихся в психиатрических больницах вместе с настоящими душевнобольными. В своём письме Писарев указывал на систематически повторяющиеся ошибки в заключениях Института им. Сербского. Причина этих ошибок, как он утверждал, была в том, что институт  и его спецстационары (тюрьмы-больницы) находились в подчинении у административно-следственных органов и использовались ими «зачастую в полном противоречии с объективными данными  медицинской науки» — то есть давали псевдонаучную санкцию на бессрочную изоляцию психически здоровых людей в тюрьмах-больницах.
Деятельность Писарева, а также многочисленные обращения в ЦК КПСС бывших заключённых ТПБ (С. Г. Сускина, И. Г. Лапшева, А. Г. Гойхбарга и др.) и сигналы о нарушениях законности в этих больницах от номенклатурных работников партии стали причиной того, что Центральный комитет КПСС направил в Институт им. Сербского комиссию под председательством авторитетного партийного деятеля А. И. Кузнецова, в которую входили известные профессора-психиатры и директора крупных психиатрических лечебниц. Комиссия провела тщательное обследование Института им. Сербского и посетила Казанскую и Ленинградскую психиатрические больницы. В результате своей работы она сделала вывод, что злоупотребления психиатрией в политических целях действительно происходят, и добилась выписки лиц, осуждённых по статье 58.
Комиссия Комитета партийного контроля собрала многие документальные свидетельства (в том числе документы из архивов МВД и свидетельства некоторых известных учёных, таких как директор Института психиатрии Минздрава СССР Д. Федотов, заведующий организационно-методическим отделом Института психиатрии А. Рапопорт, профессор В. Банщиков и др.), подтверждающие существование злоупотреблений психиатрией и низкое качество экспертиз, проводимых в Институте им. Сербского. Были названы виновники неверных диагнозов, в частности доцент (впоследствии — профессор) Института судебной психиатрии им. Сербского Даниил Романович Лунц.
Комиссия установила факт противозаконного альянса психиатров института с органами госбезопасности и на основании собранных документов пришла к выводу, что советские тюремные психиатрические больницы, в особенности ТПБ Ленинграда и Казани, из года в год укомплектовывались, как правило, психически здоровыми людьми. Согласно выводам комиссии, в 75 % всех случаев узники ТПБ были невинно пострадавшими жертвами противозаконных репрессий. 

Д. Р. Лунц, известный советский психиатр, к началу 1960-х годов — глава диагностического отделения, занимавшегося обследованием политических нарушителей, в Институте им. Сербского

По данным комиссии, в Институте им. Сербского за время с 1951 по 1955 год из 5446 человек, прошедших судебно-психиатрическую экспертизу (СПЭ) амбулаторно, 890 проходили по «политической» статье 58 УК РСФСР и соответствующим статьям уголовных кодексов союзных республик; за этот же период из 8337 испытуемых, прошедших СПЭ стационарно, 1397 имели обвинение по «контрреволюционным» статьям.
Из этих 2287 человек, проходивших экспертизу по «политическим» статьям, 675 были, по статистике комиссии, признаны невменяемыми, 611 из них направлены на принудительное лечение с изоляцией в тюремные психиатрические больницы МВД СССР, остальные — в обычные психиатрические больницы Минздрава СССР.
Объём судебно-психиатрических экспертиз в стране динамично нарастал: в 1945 году в 90 больницах существовало 23 судебно-психиатрических отделений на 711 коек, а в 1957 году в 136 больницах таких отделений было уже 34 на 1100 коек. В 1945 году на принудительном лечении в СССР находилось 637 человек, а в 1956 году — уже 1562.
В Казанской ТПБ заключённых, осуждённых по определениям Особого совещания при МГБ СССР и МВД СССР и военных трибуналов (как правило, это были «политические» заключённые), находилось в 1952 году 537 человек; в 1953-м — 547; в 1954-м — 543; в 1955-м — 501; в 1956 году — 310.
Члены комиссии КПК, посетившие Казанскую и Ленинградскую тюремные психиатрические больницы, убедились в превышении персоналом служебных обязанностей в отношениях с пациентами, существовании бесчеловечной практики унижения: жестоких избиениях заключённых, умышленном содержании в одной камере психически ненормальных и здоровых людей. Политзаключённых изолировали в закрытых отделениях не в зависимости от их психического состояния, а за попытки передать нелегально на свободу письма с протестами, за обвинения в жестокости надзирателей или антисоветские высказывания. Лечение душевнобольных и психически здоровых людей, страдавших соматическими заболеваниями, находилось на крайне низком уровне и фактически не контролировалось ни Минздравом, ни МВД.
Комиссия сделала вывод о том, что лица, помещённые в тюремные психиатрические больницы по статье 58 УК РСФСР, не были в достаточной для этого мере социально опасными и тяжело психически больными. Вывод подтверждался, в частности, фактами массовой выписки пациентов ТПБ, начиная с конца 1953 года.
Так, по данным МВД СССР от 16 ноября 1956 года, по причине «выздоровления» из Ленинградской ТПБ в течение 1950—1952 гг. были выписаны 71 человек, а в период за следующие три года (1953—1955) — 234 человек. По причине «улучшения психического состояния» в 1950—1952 гг. выписалось 14 человек, а за 1953—1955 годы — 683 человека, то есть в 50 раз больше. Из Казанской ТПБ в период за 1950—1952 годы было выписано по причине «выздоровления» 127 человек, а за 1953—1955 годы — 427. Такая ситуация была связана с тем, что реабилитация несправедливо осуждённых в период после смерти И. Сталина привела и к пересмотру дел лиц, находившихся в тюремных психиатрических больницах.
Характеризуя деятельность Института им. Сербского в сталинское время, председатель комиссии КПК А. Кузнецов высказался следующим образом:
Проверка заявлений т. т. Писарева и Литвин-Молотова подтвердила наличие крупных непорядков в работе Института им. Сербского, который в своих экспертизах обычно рекомендовал органам суда и следствия направлять на принудительное лечение с изоляцией всех обвинявшихся по ст. 58 и признанных невменяемыми.
Руководство института допускало нарушение законности, выражавшееся в том, что врачи-эксперты дела по политическим преступлениям не изучали, не докладывали их, а, как правило, эти дела привозил в институт следователь КГБ за тридцать минут до начала экспертизы, сам докладывал суть дела, присутствовал при экспертизе и даче медицинского заключения.
Он предложил рассмотреть на заседании Комитета партийного контроля при ЦК КПСС итоги проверки, выполненной комиссией. Кроме того, комиссия предложила реорганизовать дело психиатрической экспертизы и изменить систему подчинения Института им. Сербского и спецпсихбольниц: превратить их в полноценные медучреждения и полностью передать в ведение Минздрава СССР. В результате деятельности комиссии сотни здоровых людей были выпущены из психиатрических больниц, а виновники их диагнозов — отстранены от дел.
Однако, несмотря на настойчивые усилия комиссии, её доклад на высшем партийном уровне рассмотрен не был, поэтому не выносилось никаких решений. Через два года материалы комиссии сдали в архив, а её члены подверглись административным репрессиям: их отстранили от руководящих должностей. Так, председатель комиссии А. Кузнецов и О. Шатуновская были удалены из аппарата ЦК, Д. Федотов — снят с поста директора Института психиатрии Минздрава СССР. Администраторы и врачи, отстранённые комиссией, вернулись на свои места. Продолжалось создание всё новых тюремных психиатрических учреждений, и существенных изменений в Институте им. Сербского не произошло: психиатры, деятельность которых была осуждена в отчёте комиссии, по-прежнему работали в институте. Практика госпитализации инакомыслящих, не страдающих душевными заболеваниями, продолжалась.
По утверждению генерала П. Григоренко, инициатор проверки С. П. Писарев до самой своей смерти в 1979 году писал в Политбюро, настаивая на принятии решения по предложениям комиссии А. Кузнецова.